# Davide Pinato
Davide Pinato est un footballeur italien né le 15 mars 1964 à Monza. Il évoluait au poste de gardien de but.

## Biographie
Formé au Calcio Monza, Davide Pinato débute en Serie B dès 1985,.
En 1988, il intègre le Milan AC,,. Barré par Giovanni Galli, il ne joue que deux rencontres de Serie A et deux rencontres de Coupe d'Italie.
Il retrouve en 1989 le Calcio Monza qu'il ne représente qu'une saison,,.
En 1990-1991, il rejoint l'Atalanta Bergame mais n'est que gardien remplaçant,,.
Davide Pinato est preté au Plaisance FC lors de la saison 1991-1992 mais ne dispute aucun match,,.
En 1992, de retour à l'Atalanta, il dispute davantage de matchs mais n'est titulaire dans les cages que durant la saison 1996-1997,,.
Après une dernière saison 2002-2003 à l'UC Sampdoria, il raccroche les crampons,,.
Au total, Pinato a disputé 67 matchs en première division italienne.